# Osvaldo Brandão
Osvaldo Agusto Brandão (Taquara, 18 settembre 1916 – San Paolo, 29 luglio 1989) è stato un allenatore di calcio brasiliano.

## Carriera

### Allenatore

#### Club
Fu l'allenatore del Palmeiras in varie occasioni, la prima nel 1945; conosciuto per il suo stile austero, non era un grande stratega, ma aveva grandi doti nel motivare i giocatori e nel tirarne fuori le loro qualità migliori. Vinse il campionato brasiliano 1972 e quello del 1973 con il Palmeiras di Ademir da Guia, Leivinha e Dudu; vinse inoltre lo storico Campeonato Paulista 1977 con il Corinthians, che pose fine ad un digiuno di titoli durato 22 anni per il club iniziato dopo la vittoria del Campeonato Paulista 1954, vinto proprio con Brandão sulla panchina.
Con il San Paolo, vinse il Campeonato Paulista 1971, diventando così l'unico allenatore a vincere tale titolo con tre delle maggiori squadre dello stato di San Paolo.
Allenò anche il Peñarol, dal 1969 al 1970 (con cui raggiunse la finale di Coppa Libertadores) e l'Independiente nel 1967, con la quale vinse il campionato argentino.

#### Nazionale
Guidò la Nazionale di calcio del Brasile per la prima volta al Campeonato Sudamericano de Football 1957; convocò Garrincha e il veterano Zizinho, segnato dalla sconfitta del 1950. Tornò alla guida della nazionale negli anni settanta, ma subì forti critiche dalla stampa per aver convocato il terzino Wladimir del Corinthians ed averlo schierato titolare nello 0-0 con la Colombia, partita valevole per le qualificazioni al campionato del mondo 1978. Questo risultato causò le sue dimissioni nel 1977, venendo sostituito sulla panchina della Nazionale da Cláudio Coutinho.

## Palmarès

### Club

#### Competizioni nazionali
- Torneo Rio-San Paolo: 2

Corinthians: 1954, 1966
- Campeonato Paulista: 7

Santos: 1950
Corinthians: 1954, 1977
Palmeiras: 1959, 1972, 1974
San Paolo: 1971
- Taça Brasil: 1

Palmeiras: 1960
- Campionato argentino: 1

Independiente: 1967
- Campionato brasiliano: 2

Palmeiras: 1972, 1973